# Max Wieninger
Maximilian Christian Wieninger (* 22. August 1809 in Schönau am Lusen; † 24. April 1884 in Teisendorf) war ein bayerischer Bierbrauer, Gastronom und Politiker.
Wieninger wurde als Sohn des Glashüttenbesitzers und nachmaligen Brauereibesitzers Philipp Wieninger geboren. In Teisendorf übernahm er die väterliche Brauerei, die er nach sich selbst Privatbrauerei M.C. Wieninger benannte. Als diese 1865 abbrannte und fast völlig zerstört wurde, baute er sie wieder auf, vergrößerte und modernisierte sie. 1875 kam es mit der Übernahme des Fischerbräus in Bad Reichenhall zu einer Erweiterung.
Neben seiner gastronomischen Tätigkeit war Wieninger auch politisch tätig. Er gehörte der bayerischen Kammer der Abgeordneten von 1855 bis 1858 an. Im November 1867 rückte er für den auf eigenen Wunsch ausscheidenden Rosenheimer Bierbrauer Thomas Steinböck erneut in die Kammer der Abgeordneten nach, der er bis 1869 angehörte.